# 10066 Pihack
10066 Pihack este o planetă minoră (asteroid) din centura de asteroizi. A fost descoperită pe 1 decembrie 1988 la Brorfelde-observatoriet⁠(d) de Poul Jensen⁠(d). 
Obiectul prezintă o orbită caracterizată de o semiaxă mare de 2,1962029 UAi, o excentricitate de 0,2, o înclinație de 3,50918 ° în raport cu ecliptica.